# ناستازيا شونك
ناستازيا شونك (مواليد 17 أغسطس 2003) هي لاعبة تنس محترفة ألمانية، أعلى تصنيف لها في الفردي كان ال165 في مايو 2022.

## روابط خارجية
- ناستازيا شونك على موقع رابطة محترفات التنس (الإنجليزية)
- ناستازيا شونك على موقع الاتحاد الدولي لكرة المضرب (الإنجليزية)
- ناستازيا شونك على موقع كأس بيلي جين كينغ (الإنجليزية)
- ناستازيا شونك على موقع بطولة ويمبلدون (الإنجليزية)
- ناستازيا شونك على موقع خلاصة التنس.كوم (الإنجليزية)
- ناستازيا شونك على موقع إي إس بي إن.كوم (الإنجليزية)